# 黑毛棘豆
黑毛棘豆（学名：Oxytropis melanotricha）为豆科棘豆属下的一个种。